# Taenga
Taenga ou Taunga-hara, est un atoll situé dans l'archipel des Tuamotu en Polynésie française. Il est administrativement rattaché à la commune de Makemo située 32 km à l'est.

## Géographie

### Situation
Taenga est situé à 27 km au nord-ouest de Nihiru, qui est l'atoll le plus proche, et à 650 km à l'est de Tahiti. C'est un atoll de forme triangulaire de 27 km de base et 11 km de côtés pour une surface de terres émergées de 20 km2. Son lagon s'étend sur 140 km2 et est accessible par une passe unique à l'ouest.

### Géologie
D'un point de vue géologique, l'atoll est la très fine excroissance corallienne (de seulement quelques mètres) du sommet du mont volcanique sous-marin homonyme, qui mesure 2 355 mètres depuis le plancher océanique, formé il y a 47,7 à 49,2 millions d'années.

### Démographie
En 2017, la population totale de Taenga est de 117 personnes, principalement regroupées dans le village de Henuparea ; son évolution est la suivante :
| 83                                                      | 92 | 81 | 115 | 96 | 124 | 117 |
| Sources ISPF et Gouvernement de la Polynésie française. |    |    |     |    |     |     |

Les habitants de l'atoll ont la particularité d'appartenir à la communauté mormone implantée à Taenga dès 1845.

## Histoire

### Découverte par les Européens
La première mention de l'atoll a été faite par les navigateurs et marchands anglais John Turnbull et John Buyers (en) le 10 mars 1803, qui l'appellent « Holt's Island ». Il a été découvert le même jour que Makemo. Le 14 juillet 1820, l'explorateur russe Fabian Gottlieb von Bellingshausen l'aborde et le baptise Yermolov, nom sous lequel il continue d'apparaître sur certaines cartes.

### Période contemporaine
Au XIXe siècle, Taenga devient un territoire français peuplé alors de près de 75 habitants autochtones vers 1850. Le 1er mai 1845, Benjamin Grouard, un missionnaire mormon envoyé en Polynésie française, arrive sur l'atoll voisin d'Anaa et sur une période de cinq mois réalise un grand nombre de baptêmes (environ 600). Il aborde également Taenga et converti les indigènes locaux. En 1852, le gouvernement français interdit le prosélytisme dans les Tuamotu mais la communauté mormone de Taenga continuera la transmission locale de manière autonome de sa foi. Une petite église est construite en 1931.

## Économie
Les habitants de l'atoll pratiquent la culture perlière – autorisée sur 5 ha du lagon pour le greffage et l'élevage avec un maximum de 200 lignes de collectage du naissain – et la pêche pour l'exportation vers Tahiti (environ 1,5 tonne de poissons par an) ainsi qu'à terre, l'exploitation de la coprah.

## Faune et flore
L'atoll accueille une population endémique de Chevaliers des Tuamotu.